# سوان مرین
سوان مرین (انگلیسی: Sevan Marine) شرکت خدمات نفتی نروژی است، که در سال ۲۰۰۱ تأسیس شد.